# Samarga (rivier)
De Samarga (Russisch: Самарга) is een rivier in het noorden van de Russische kraj Primorje.
De rivier ontspringt op de oostelijke helling van de berg Koepol in de bergketen Sichote-Alin op een hoogte van 1.558 meter en stroomt in zuidwestelijke richting naar de Tatarensont, waarin ze uitmondt, vlak bij het gelijknamige dorp Samarga. De rivier heeft een lengte van 218 kilometer en de oppervlakte van het stroomgebied bedraagt 7.280 km². De gemiddelde hoogte van het stroomgebied bedraagt 719 meter.
De rivier stroomt door een nauwe vallei, die wordt omringd door een heuvelachtig gebied. Deze heuvels zijn overgroeid door bos, waarvan de samenstelling over de loop verandert: In de bovenloop bevinden zich gemengde bossen met zilversparren, sparren, berken en eiken en naar de monding toe verandert dit meer naar eiken, berken en struikgewas.
De rivier kent een asymmetrisch verlopende stroombreedte, die varieert tussen 1,5 en 2 meter en wordt omgeven door steile hellingen. Op sommige plaatsen is het niet meer dan een beekje. Het stroomgebied aan de rechterzijde heeft een breedte tot 1,2 kilometer en wordt doorsneden door laagtes, geulen, hoefijzermeren en rivierarmen. De rivierbedding is rechtlijnig, bedekt met keien en andere stenen en deformeert. Waar de langzaam oplopende rechteroever te maken heeft met indundatie, is de steile linkeroever vrij van water.
De belangrijkste zijrivieren worden gevormd door de Moj (42 km), Issimi (44 km), Akzoe (37 km) en de Bolsjaja Sochatka (38 km). Aan de rivier ligt Agzoe, de meest noordelijke plaats van kraj Primorje. Een andere plaats aan de rivier is het gelijknamige dorp Samarga.